# Callochiton oligosulculatus
Callochiton oligosulculatus är en blötdjursart som beskrevs av Kaas och Van Belle 1985. Callochiton oligosulculatus ingår i släktet Callochiton och familjen Ischnochitonidae. Inga underarter finns listade i Catalogue of Life.